# Charles Leodo
Charles Ouradoba Leodo (nascido em 13 de março de 1953) é um ex-ciclista togolês. Ele representou seu país durante os Jogos Olímpicos de Verão de 1972, na prova de corrida em estrada.